# Soeiro Viegas Coelho
Soeiro Viegas Coelho (1160 - ?) foi um fidalgo, cavaleiro medieval e rico-homem portucalense e o primeiro que assumiu o sobrenome Coelho, perpetuado em seus filhos e demais descendentes, tomado das terras de Conejo (Coelho), junto ao Douro, no tempo de D. Sancho I de Portugal, Rei de Portugal em 1185. 
É documentado junto com a sua esposa em 1232 como benemérito a fazer uma doação de bens ao Convento de São João de Tarouca. Segundo afirma Diogo das Chagas, este  Soeiro ganhou o apelido de Coelho durante a guerra que travou contra os mouros com segredo e resguardo, que afirma parecia ir por minas (termo que neste sentido significa caminho subterrâneo que se abria para que os sitiantes penetrarem por debaixo das muralhas ou trincheiras de uma localidade sitiada) por debaixo da terra a embosca-los e a combater com eles. Esta informação ao chegar ao conhecimento de D. Sancho I, "este gabou os ditos feitos e assaltos", dizendo que ele (D. Soeiro) que minava por baixo do chão como coelho”.  

## Relações familiares
Foi filho de Egas Lourenço Coelho e de Mór Mendes de Penagatet. Casou com com Mor Mendes de Gandarei, filha de Mem Moniz de Gandarei, de quem teve:
1. Pero Soares Coelho,casou com Brites Anes Redondo.
2. João Soares Coelho, casou com Maria Fernandes.
3. Maria Soares Coelho, esposa de João Peres de Vasconcelos, "o Tenreiro".
4. Inês Soares Coelho, casou com Gil Pires Feijó.